# Chergui (ilha)
Chergui (em árabe: جزيرة شرقي,; romaniz.: Jazīrat ash-Sharqī; "a oriental"), também designada Grande Kerkennah, é maior das duas ilhas povoadas do arquipélago das Kerkennah, situadas no Golfo de Gabès, ao largo de Sfax, na Tunísia.
A sua forma é aproximadamente de um triâgulo cuja base tem cerca de 20 km, entre a ponte de al-Kantara e a aldeia de El Attaya, e cuja altura é de cerca de 8 km. A sua área é de cerca de 110 km². A elas estão associadas cinco ilhotas desanbitadas, o maior dos quais é Gremdi.
Além de ser a maior das ilhas Kerkennah, Chergui é também a mais povoada. Ali se encontram onze das treze aldeias do arquipélago, cuja capital é Remla, situada no centro. As aldeias concentram-se a ocidente, ao longo da estrada que atravessa a ilha, sendo a parte oriental ocupada principalmente por lagoas. É em Chergui que se situa a pequena área hoteleira de Sidi Fredj.

## Fontes

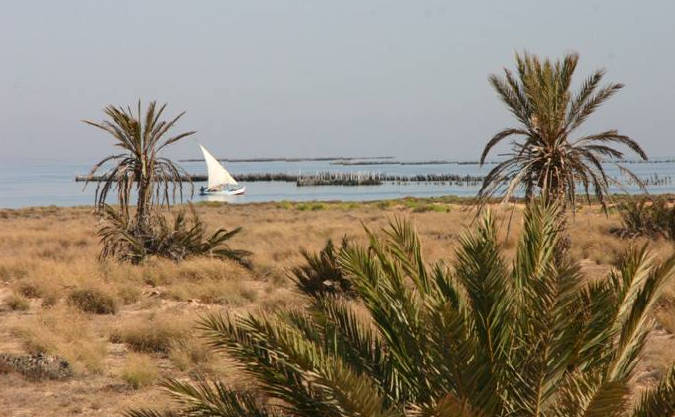
Parte norte da ilha de Chergui